# Посольство Португалії в Україні
Посольство Португалії Республіки в Києві — офіційне дипломатичне представництво Португальської Республіки в Україні, відповідає за підтримання та розвиток відносин між Португалією та Україною.

## Історія посольства
Португальська Республіка визнала Україну як суверенну державу 7 січня 1992 року. Дипломатичні відносини між Україною та Португалією встановлені 27 січня 1992 року.
Посольство Португалії в Києві відкрито у грудні 1993 року. У березні 2000 року у Лісабоні засновано Дипломатичне представництво України.

## Посли Португалії в Україні
1. Мануел Корте-Реал (Manuel Henrique de Mello e Castro de Mendonça Côrte-Real) (02.12.1993—16.11.1998)
2. Антоніу Фелікс Мамаду де Фарія і Майа (António Félix Machado de Faria e Maya) (24.02.1999—01.03.2001)
3. Педру Мануел Сарменту де Вашконселуш і Каштру (Pedro Manuel Sarmento e Vasconcelos e Castro) (02.02.2001—02.03.2004)
4. Жозе Мануел Пессанья Вієгаш (José Manuel da Encarnação Pessanha Viegas) (04.03.2004—16.11.2008)
5. Маріо Жезуш Душ Сантуш (Mário Jesus dos  Santos) (25.11.2008—03.09.2014)
6. Марія Кріштіна Серпа ди Алмейда  (Maria Cristina Serpa de Almeida) (03.09.2014[1]-2020)
7. Антоніу Вашку Алвіш Машаду (António Vasco Alves Machado) (з 29.05.2020)[2]-2025
8. Луїш Мануель Рібейро Кабасу (Luís Manuel Ribeiro Cabaço) (з 10.04.2025)